# Infrarot-LED

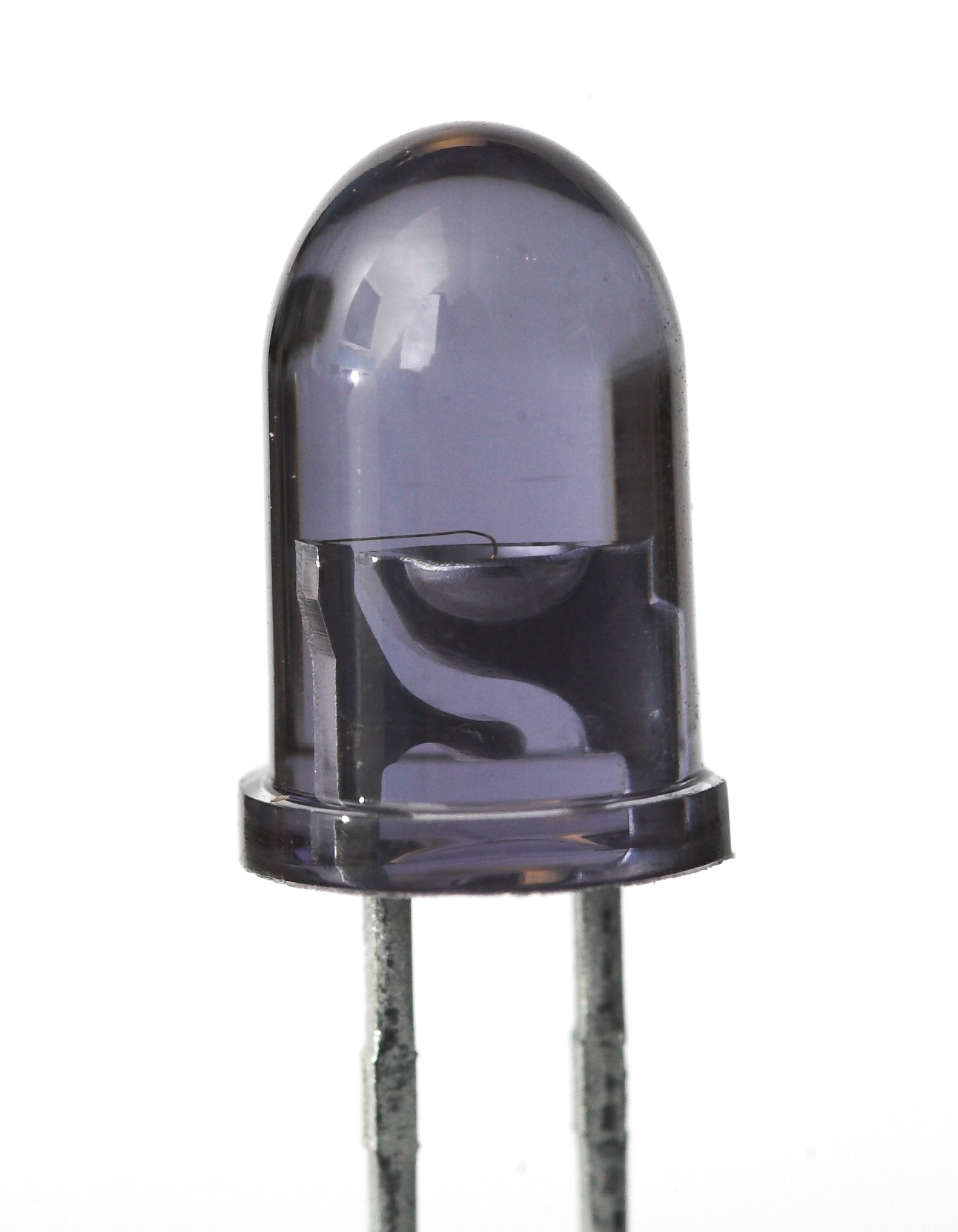
Nahaufnahme einer Infrarot-LED für die Wellenlänge von 950 nm

Eine Infrarot-LED (kurz IR-LED oder IRED) ist eine spezielle Leuchtdiode (englisch light emitting diode, LED, daher auch Infrarotdiode), die  Licht im nahinfraroten Bereich mit einer Wellenlänge von 700 nm bis 1000 nm emittiert. Dieser Bereich des Lichtspektrums ist für das menschliche Auge nicht sichtbar, lässt sich jedoch mit Strahlungsdetektoren aus pyroelektrischen Materialien oder Halbleitern messen, beispielsweise mit Photodioden, pyroelektrischen Sensoren oder Phototransistoren. Digitalkameras sind – sofern nicht ein Infrarotfilter eingebaut ist – sowohl für sichtbares als auch für infrarotes Licht empfindlich. Mit deren Hilfe kann so beispielsweise einfach die Funktionsfähigkeit von Infrarot-Fernbedienungen überprüft werden.
Infrarot-LEDs waren die ersten hergestellten Leuchtdioden und wurden vor den ersten roten Leuchtdioden entwickelt. 1961 patentierten Robert Biard und Gary Pittman beim Unternehmen Texas Instruments die erste auf Galliumarsenid (GaAs) basierende Infrarot-LED. Bis Anfang der 1970er Jahre waren die einzigen erhältlichen Leuchtdioden – rote und infrarote LEDs – mit Stückpreisen von rund 200 US-Dollar sehr teuer und hatten daher nur geringe praktische Bedeutung. Als Vergleich liegt der Großhandelspreis von IR-LEDs in größeren Stückzahlen im Jahr 2010 bei unter 20 Cent.
IR-LEDs werden mit einer Wellenlänge von 840 nm, 850 nm, 875 nm, 880 nm, 885 nm, 890 nm, 940 nm und 950 nm hergestellt. Dabei hat die auf Aluminiumgalliumarsenid basierende 940-nm-Version niedrigere Herstellungskosten und ist wegen des Einsatzes in IR-Fernbedienungen weit verbreitet. Der ebenfalls für Infrarot-LEDs verwendete Halbleiter Galliumarsenid hat einen direkten Bandabstand von 1,4 eV, entsprechend einer Wellenlänge von 885 nm.

## Anwendung
Eingesetzt werden IR-LEDs in einfachen Datenübertragungssystemen wie Infrarotfernbedienungen (Fernseher, Radio usw.) oder der Infrarotschnittstelle IrDA in Mobiltelefonen und mobilen Computern.
Ein anderer Anwendungsbereich ist die Alarm- und Sicherheitstechnik, beispielsweise in Lichtschranken oder Bewegungsmeldern. In diesem Bereich dienen sie auch als Beleuchtungsquelle für Überwachungskameras oder bestimmte Nachtsichtgeräte.